# Karaïm
Pour les articles homonymes, voir kdr.
Cet article concerne la langue karaïm. Pour le peuple karaïm, voir Karaïmes (peuple).
Le karaïm est une langue turcique avec des influences hébraïques. Langue des juifs karaïtes, elle connaît de nombreuses variantes selon l'installation de la diaspora de cette communauté en Crimée, en Lituanie, en Pologne ou en Ukraine.
Menacée d'extinction, elle compterait un nombre résiduel d'environ 500 locuteurs dans le monde[réf. nécessaire], dont 50 pour le dialecte de Trakai, parlé en Lituanie. Dans ce pays, un certain renouveau culturel (musées, restaurants…) depuis l'indépendance pourrait permettre à la langue de survivre. Elle est protégée en Pologne et en Ukraine par la Charte européenne des langues régionales ou minoritaires.
Utilisée dans la littérature des juifs karaïtes, mais également dans la liturgie par des chants, la langue karaïm a également suscité un intérêt académique en Russie. Elle dispose de son dictionnaire et de règles grammaticales précises. Elle s'écrit généralement en alphabet cyrillique, mais le dialecte de Trakai utilise l'alphabet latin.

## Phonologie
Les tableaux présentent les phonèmes vocaliques et consonantiques des dialectes de Trakaï et de Crimée du karaïm. À gauche se trouve la transcription en alphabet cyrillique utilisée par Musaev.

### Voyelles
| Type    | Antérieure  | Centrale | Postérieure |
| ------- | ----------- | -------- | ----------- |
| Fermée  | и [i] ӱ [y] | ы [ɨ]    | у [u]       |
| Moyenne | э [e] ö [ø] |          | o [o]       |
| Ouverte |             | a [a]    |             |

### Consonnes
| Type             | Bilabiale | Dentale | Latérale | Palatale | Vélaire | Uvulaire | pharyng. |
| ---------------- | --------- | ------- | -------- | -------- | ------- | -------- | -------- |
| Occlusive sourde | п [p]     | т [t]   |          |          | к [k]   | к [q]    |          |
| Occlusive sonore | б [b]     | д [d]   |          |          | г [g]   |          |          |
| Fricative sourde | ф [f]     | c [s]   |          | ш [ʃ]    | x [x]   |          | h [h]    |
| Fricative sonore | в [v]     | з [z]   |          | ж [ʒ]    | [ɣ]     |          |          |
| Affriquée sourde |           | ц [t͡s]  |          | ч [t͡ʃ]   |         |          |          |
| Affriquée sonore |           | дз [d͡z] |          | дж [d͡ʒ]  |         |          |          |
| Nasale           | м [m]     | н [n]   |          |          | ң [ŋ]   |          |          |
| Liquide          |           | p [r]   | л [l]    |          |         |          |          |
| Semi-voyelle     |           |         |          | й [j]    |         |          |          |

### Sources
- (pl) Zajączkowski, Ananjasz, Sufiksy imienne i czasownikowe w języku zachodniokaraimskim, Cracovie, 1932.
- http://miqra-kalah.fr/2018/09/11/le-karaim-la-langue-des-juifs-karaites/ Benjamin Siahou
- (ru) Кэфэли, Aврагъам (Aланкъаcap), Кыpымдаки къарайларнынъ мaccaлары, Kiev, 2002.
- (ru) Мусаев, К.М., Гpaмматика караимского языка. Фонетика и морфология, Moscou, Izdatel'stvo Nauka, 1984,  (ISBN 5-85759-061-2)
- (ru) Мусаев, К.М., Кapaимcкий язык, in Языки мира. Тюркские языки, p. 254-264, Moscou, Izdatel'stvo Indrik, 1997,  (ISBN 5-85759-061-2)